# Abronia fimbriata
Abronia fimbriata es una especie de lagartos diploglosos de la familia Anguidae. Es endémico del altiplano central en Guatemala, en los departamentos de Alta Verapaz y Baja Verapaz. Su rango altitudinal oscila entre 1400 y 2100 m s. n. m..

## Estado de conservación
Se encuentra amenazada por la pérdida de su hábitat natural.